# Emmanuel Tombazis
Emmanouíl « Manólis » Tombázis (grec moderne : Εμμανουήλ «Μανώλης» Τομπάζης) (1784-1831), originaire d'Hydra, fut un héros de la guerre d'indépendance grecque. Il est le jeune frère de Iákovos Tombázis.
Il commandait un schooner, la « Terpsichore » qui s'illustra lors de nombreux combats navals contre les Ottomans lors de la guerre d'indépendance sous les ordres d'Andreas Miaoulis puis Konstantínos Kanáris.

## Campagne de Crète
En avril 1823, Emmanuel Tombazis fut nommé « harmoste » (commissaire) de Crète, chargé d'organiser les insurgés de l'île ; il quitta Nauplie avec environ 1200 hommes, dont les philhellènes Hastings et Hane chargés de l'artillerie à la tête d'une compagnie de Kranidiotes ; les autres soldats étaient des Rouméliotes, des Moréotes et des Bulgares. L'armée débarqua près de Kastelli, dans l'ouest de l'île, le 3 juin (grégorien) ; la forteresse, contenant environ 1500 personnes, était assiégée par les Crétois et subissait une épidémie. La garnison accepta donc rapidement de capituler et commença à évacuer la ville le 5 juin, emportant une partie de leurs biens. Les soldats grecs furent mécontents des termes de la capitulation, de même que les chefs crétois locaux, car une partie du butin leur échappait ainsi, mais Tombazis ne changea pas d'avis ; une partie des Crétois et des Bulgares, tentèrent de pénétrer dans la ville pour en massacrer les occupants, mais furent repoussés par un coup de canon tiré par l'artillerie grecque elle-même, et l'évacuation put se dérouler sans effusion de sang. Les Grecs purent alors prendre possession de l'artillerie et des réserves de poudre et de provisions, laissées intactes conformément aux termes de la capitulation, et des armes appartenant aux nombreux morts de maladie.
L'armée, à présent forte d'environ 5 500 hommes, marcha ensuite vers le sud  contre les Turcs de Selino, considérés comme les plus braves de l'île ; la population musulmane s'était rassemblée dans le village de Kándanos, défendu par 1 500 hommes. Après l'échec d'un assaut frontal le 12 juin, Tombazis proposa une capitulation et un armistice fut décidé. Cependant, une partie des Grecs, dont le secrétaire de Tombazis, projetait d'attaquer les Turcs sur le trajet entre Kándanos et la Canée, et persuada ce dernier d'adhérer à leur plan ; personne ne voulait donc prendre le risque de se proposer comme otage, ce qui retarda les négociations. Finalement les Musulmans acceptèrent de capituler sans recevoir d'otages, et quittèrent le village le 14 juin. Les contingents grecs de la Canée et de Kastelli devaient leur tendre des embuscades dans les défilés, tandis que les troupes de Tombazis se lançaient à leur poursuite afin de les prendre entre deux feux ; Hastings et Hane refusèrent de participer à ce qu'ils considéraient comme une traîtrise. Les Turcs réussirent cependant à prendre à revers les Grecs et à forcer le passage vers la Canée, abandonnant une partie de leurs troupeaux et plusieurs femmes ; 200 malades, laissés à Kándanos, furent brûlés vifs par les Grecs dans la mosquée qui servait d'hôpital. Ces exactions firent perdre à Tombazis le prestige moral que lui avait valu sa conduite à Kastelli, et qui lui avait permis d'obtenir facilement la capitulation de Selino.
L'action des Grecs fut ensuite paralysée par les rivalités entre Crétois, notamment entre les montagnards Sfakiotes et les habitants du bas-pays, débouchant parfois sur des conflits armés. De son côté, Méhémet Ali envoya des renforts depuis l'Égypte en juin et en septembre ; en octobre ces troupes dirigées par Mustapha pacha défirent les Grecs à une quarantaine de km d'Héraklion puis reconquirent une grande partie du pays, avant d'hiverner à Héraklion. Les Grecs ne conservaient que l'ouest de l'île, Tombazis basé à Vafé (dans l'Apokóronas) essayant de réconcilier les différents chefs et de raviver l'insurrection.
L'armée turco-égyptienne, forte d'envitron 20 000 hommes, quitta ses quartiers d'hiver en février en direction de l'ouest. Craignant d'être trahi par les Sfakiotes qui avaient ouvert des négociations séparées avec les Ottomans, Tombazis se retira sur son navire à Loutro, un port de la côte sud. Après l'évacuation d'une partie des réfugiés vers le Péloponnèse et le Dodécanèse début avril, que l'arrivée de la flotte ottomane empêcha de renouveler, Tombazis quitta finalement Loutro le 18 avril après avoir y détruit les réserves de poudre.

## Rôle politique
Il fut délégué d'Hydra aux diverses Assemblées nationales lors de la guerre d'indépendance comme l'Assemblée nationale d'Épidaure en 1822 puis l'Assemblée nationale d'Astros l'année suivante.

## Sources
- (el) Parlement grec, Μητρώο Πληρεξουσίων, Γερουσαστών και Βουλευτών. 1822-1935, Athènes, Parlement grec,‎ 1986, 159 p. (lire en ligne) [PDF]